# Ventre della città
Ventre della città è un singolo del cantante italiano Mario Venuti, pubblicato nel 2014 ed estratto dall'album il tramonto dell'occidente.
Il brano è stato scritto dallo stesso Venuti insieme a Francesco Bianconi dei Baustelle e lo storico amico e collega Kaballà.

## Tracce
- Download digitale

1. Ventre della città – 3:23

## Videoclip
Girato a Catania, nel quartiere di Librino, nel mese di agosto 2014 con i seguenti crediti:
- Regia: Lorenzo Vignolo
- Fotografia: Carlo Sisalli
- Montaggio: Larry Wine
- Produzione esecutiva: Alessandra Nalon (musica e suoni)
- Aiuto regia: Jimmy Lippi Pinna
- Assistente alla regia: Pierpaolo Di Stefano
- Assistente operatore: Marco Zappalá
- Fotografo di scena: Amleto di Leo
- Compositing: Massimo Stella
- Assistente di produzione: Riccardo Caudullo
- Casting: Giovanni Speciale
- Trucco: Sonia Giuffrida

La band: 
- Antonio Moscato: basso
- Luca Galeano: chitarra
- Donato Emma: batteria
- Filippo “ Fifuz”  Alessi: percussioni
- Pierpaolo Latina: tastiere